# Irepacma
Irepacma é um gênero de traça pertencente à família Agonoxenidae.